# باتريشيا كروذر
باتريشيا كروذر (بالإنجليزية: Patricia Crowther)‏ هي مستكشفة أمريكية، ولدت في 1943.